# Sorteig

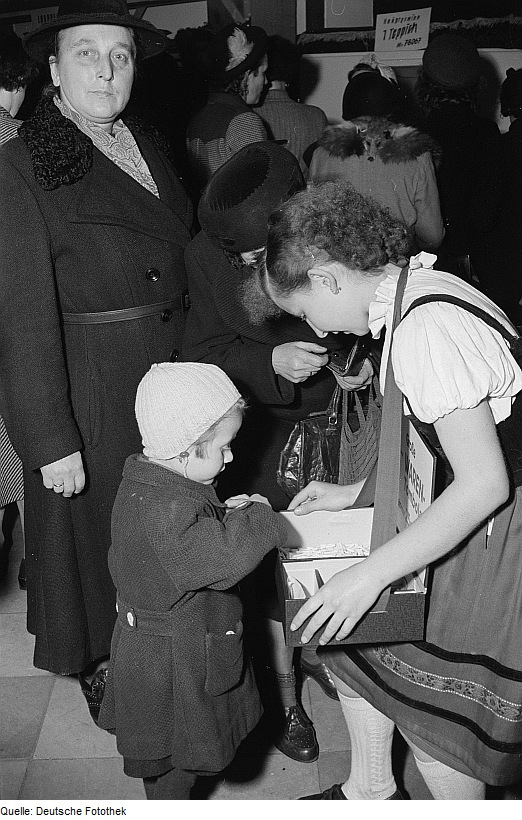
Una nena trau el número de la sort a una rifa a Alemanya l'any 1952

Un sorteig o rifa és un procediment d'elecció per mitjà de l'atzar d'una persons membre d'un col·lectiu. Els sortejos, són un tipus de concursos on hi ha la voluntat d'accedir a un premi o rebre una penalització en funció de la sort.

## Variants
- Treure a sorts els qui han d'ésser soldats o els soldats que han d'anar a una destinació determinada.
- Classificar en sorts o classes una producció, una mercaderia, o dividir en parts.
- rifa. Rifar és sotmetre (quelcom) a un procediment de selecció en què és l'atzar que en decideix la sort.